# Intraclast
Els intraclasts en sedimentologia són grans de forma irregular que es formen per erosió sindeposicional de sediments parcialment litificats..
El material de les mides de la grava generalment estan composts per fragments esquelètics completament desarticulats o trencats hunt amb material del grau de la sorra de residus esquelètics sensers, desagragats o trencats. Tals sediments poden contenir fragments de pedra calcària cimentats d'origen local els quals es coneixen sota el nom d'intraclasts.
Els sediments que contenen fragments de opedra calcària cimentats d'origen extra-conca s'anomenen extraclasts. Els exemples d'intraclasts inclouen masses de fang (“mudlump”) que són aixecats del fons de les llacunes durant les tempestes flocs de fang (“mudflakes”) endurits produïts a la zona entre marees i ambients supramarees i fragments trencats cimentats de l'escorça del mar profund.
Altres intraclasts són agregats de partícules carbonatades. Aquests inclouen pedres de raïm (“grapestones”) i grans botryoidals. Les “grapestones” són grans compostos amb forma irregular que semblen un grup de grans de raïms, mentre que els grans botryoidal són similars a recobriments oolitics que emboliquen els grans agregats. En aquest tipus d'agregats d'ambients aquàtics d'alt fons amb onades i activitat del corrent, els grans que estan cimentats al llit marí es trenquen en fragments agregats i masses durant les tempestes.